# Dohrmann Kaspar Pischel
Dohrmann Kaspar Pischel (geboren 22. November 1895 in San Francisco; gestorben 21. Juli 1988 ebenda) war ein amerikanischer Augenarzt. Er befasste sich vor allem mit der operativen Therapie der Netzhautabhebung, die er weiterentwickelte. Als Vornamen nahm er den Familiennamen seiner Mutter, Wilhelma Dohrmann (1867 bis 1950), an.

## Leben
Dohrmann K. Pischel besuchte die High School, den Grad des Bachelors erreichte er 1918 an der University of California, Berkeley, anschließend war er von 1919 bis 1923 an der Stanford University School of Medicine, wo er 1923 promoviert wurde. Die Jahre 1924 bis 1926 war er an der Ersten Universitäts-Augenklinik in Wien, dem damaligen Mekka der Augenheilkunde. 1926 trat er in die Praxis seines  aus Tirol stammenden Vaters Kaspar Pischel in San Francisco ein, die er nach dessen Pensionierung übernahm. Pischel war ab 1935 Assistenzprofessor für Augenheilkunde an der Stanford University of Medicine in San Francisco und von 1945 bis 1955 dort Associate Professor. Ab 1955 war er Direktor der Abteilung für Augenheilkunde dieser Institution, 1961 wurde er emeritiert. Einer seiner Söhne wurde ebenfalls Augenarzt. Es gibt jetzt mehrere Ärzte in den USA mit diesem Familiennamen. Verwandte Pischels leben noch in Tirol.
Pischels Spezialgebiet war die Behandlung der Netzhautabhebung. Im Jahr 1939 absolvierte Pischel eine Reise durch europäische Kliniken, nach Wien, Berlin und Utrecht. Einen großen Fortschritt brachte damals die Idee ein Implantat auf die Lederhaut des Auges aufzunähen und mit Diathermie zu behandeln, damit wurde die abgehobene Netzhaut wieder an ihre Unterlage angelegt und durch Vernarbung fixiert. Gerhard Meyer-Schwickerath entwickelte die Lichtkoagulation der Netzhaut, die auch Dohrmann 1958 übernahm, die Einführung der Laserkoagulation war ein weiterer Fortschritt. Dohrmann Kaspar Pischel verbesserte die Operationstechnik der Lichtkoagulation weiter. Von ihm stammt die Idee, von jeder Netzhautabhebung eine Zeichnung anzufertigen. Ein weiterer Fortschritt in der Behandlung war die Einführung der beidäugigen stereoskopischen Untersuchung des Augenhintergrundes.
Pischel beschrieb eine spezielle Degeneration der Netzhaut, die Lattice degeneration, eine weitere Publikation von ihm befasst sich mit Netzhautabhebungen nach dem Gebrauch von Miotika (pupillenverengende Mittel bei der Behandlung des Glaukoms). Pischels Grab befindet sich auf dem Cypress Lawn Memorial Park.

## Mitgliedschaften, Auszeichnungen
Dohrmann Kaspar Pischel war Mitglied zahlreicher augenärztlicher Gesellschaften, z. B. war er 1960 Präsident der American Academy of Ophthalmology, ebenso der Pacific Coast Oto-Ophthalmological Society, er war Chairman der American Medical Association und 1971 Präsident der American Ophthalmological Society. Er war Mitglied der Retina Society of America, des Gonin-Clubs, Ehrenmitglied der New Zealand Ophthalmological Society und der Australian Ophthalmological Society. 1960 wurde in San Francisco eine Pischel Ophthalmology Library mit einer Bibliothek und einem Archiv gegründet.